# Лам, Мэтт
Мэтью Томас Лам (кит. 林柱機, англ. Matthew Thomas Lam, род. 10 сентября 1989, Эдмонтон, Альберта, Канада) — канадский футболист, полузащитник клуба «Китчи».

## Семья
Его отец родом из Гонконга, а мать канадка голландского происхождения. Его брат, Сэм Лам также профессиональный футболист.

## Карьера
Мэтью родился в Эдмонтоне, а начинал играть в юношеский футбол в Голландии за «Аякс» и в Англии за «Шеффилд Юнайтед», прежде чем подписать свой профессиональный контракт с хорватским клубом «Кроация» в октябре 2009 года. Лам вернулся в Канаду, в 2010 году, подписав контракт с «Эдмонтоном», так как клуб намеревался вступить в Североамериканскую футбольную лигу в сезоне 2011. Мэтт покинул ФК «Эдмонтон» в январе 2011 года, отправившись в аренду в японский клуб ДЖЕФ Юнайтед Чиба.
Лам однажды вызывался в молодежную команду Канады в ноябре 2008 года.
27 февраля 2013 года, Мэтт перешел в клуб Первого дивизиона Гонконга «Китчи», изначально подписав с ним полуторалетний контракт.
10 января 2018 года, перешел в аренду до конца сезона в клуб Премьер лиги Гонконга «Ли Ман».